# برشين
برشين قرية سورية تتبع ناحية عين حلاقيم في منطقة مصياف في محافظة حماة. بلغ عدد سكانها 1,155 نسمة في عام 2004 حسب إحصاء المكتب المركزي للإحصاء.
تعتبر قرية «برشين» إحدى المصايف الهامة نظراً لتوسطها ثلاث محافظات هي «حمص- حماه-طرطوس» وتوافر مقومات السياحة الأساسية من طبيعة ساحرة ومعالم تميز هذه القرية مثل كنيسة القديس«جاورجيوس» التي يعود تاريخها إلى العام/1889م/ ومناخها المعتدل الذي تنخفض فيه درجات الحرارة صيفاً إلى /18ْ/ عن باقي المحافظات، إضافةً إلى توافر البنية التحتية المكملة لعناصر السياحة من مقاصف- فنادق- شقق للإيجار، وهذه الأمور مجتمعةً جعلت منها مقصداً هاماً للسياح والمصطافين الذين تضج بهم القرية في فصل الصيف. وتشتهر بزراعة التّفاح وبكافة أصنافه كما أنّها تغتبرالمكان الأمثل لزراعة زهرة القرطاسيا...وتنبع فيها عشرات الينابيع العذبة...كما أنّها تعتبر من أوائل القرى والبلدات السوريّة التي تحررت من أميّتها منذ سبعينيات القرن الماضي...ومن الأسماء التي أطلقت عليها حديثا (أيقونة الجبل) وهو عنوان قصيدة شهيرة للشاعر والأديب غاندي يوسف سعد ابن قرية برشين تغنّتْ بجمال القرية وبتاريخها وبطبيعة أرضها وسكانها...